# Maria Ancilla Hohenegger
Maria Ancilla Hohenegger OSB (* 8. November 1954) ist eine aus Südtirol stammende Benediktinerin und Äbtissin des ehemaligen Klosters Säben.

## Leben
Hohenegger stammt aus Langtaufers, heute eine Fraktion der Gemeinde Graun. Sie war zunächst Kindergärtnerin, bevor sie im Alter von 25 Jahren ins Kloster eintrat.
1980 kam sie nach Säben. 1996 wurde sie als elfte Äbtissin die Leiterin des Benediktinerinnenklosters in Säben; die Wahl fand am 13. Februar statt, die Benediktion am 20. April 1996. Ihre Vorgängerin war Marcellina Pustet. Hoheneggers Wahlspruch als Äbtissin lautet „Ancilla Ancillarum Christi – Magd der Mägde Christi“.
Sie erhielt 2009 das Verdienstkreuz des Landes Tirol für ihre Verdienste als Äbtissin des Klosters Säben. Sie setzte sich insbesondere auch für die Restaurierung des Herrenturms des Benediktinerinnenklosters Säben ein, welche von der Landesregierung Bozen finanziert wird.
Ende 2002 war Hohenegger „das Gesicht“ einer Werbekampagne der Raiffeisen Landesbank Südtirol. In den Weihnachtsausgaben der örtlichen Zeitungen in Südtirol erschien eine großformatige Werbeanzeige mit Hohenegger, in der sie den Bankkunden und Zeitungslesern ein frohes Weihnachtsfest wünscht. Das Honorar in Höhe von 5.000 Euro spendete Hohenegger für caritative Zwecke.
Im Mai 2021 verkündete Äbtissin Hohenegger, das Kloster Säben in absehbarer Zeit wegen Nachwuchsmangels aufzulassen. Ihr Entschluss wurde vorab mit Ivo Muser, dem Bischof von Bozen-Brixen, und Abt Albert Schmidt, dem Abtpräses der Beuroner Kongregation, abgestimmt. Die letzten drei Nonnen übersiedelten im November 2021 in die Zisterzienserinnenabtei Mariengarten.